# Тропарёво (бывшее село, Москва)
Тропарёво — бывшее село к юго-западу от Москвы, позже вошедшее в её состав. Топоним сохранился в названии московского района «Тропарёво-Никулино», Тропарёвской улицы и станции метро.
В начале XIX века село входило в Голенищевскую волость Московского уезда, а в конце XIX — начале XX века — в Зюзинскую (до 1918 года). В 1918—1929 годах находилось в составе Ленинской волости Московский уезда Московской губернии. С 1929 года — в Кунцевском районе Московской области. С августа 1960 года — в черте Москвы, сначала в Ленинском, а с 1969 года — в Гагаринском районе.

## Местоположение села
Село Тропарёво располагалось на обоих берегах речки Очаковки (Тарасовки) между Калужской и Боровской дорогами, ближе к последней, от которой до села вела хорошая дорога (позднее — Тропарёвское шоссе). «Боковая ветвь Старо-Калужского шоссе Боровский тракт… Близ д. Никулиной от него ответвляется на с. Тропарёво ветвь, носящая название Каменки, на протяжении 3 1/2 версты… От Москвы до Тропарёво считается 12 вёрст. с. Тропарёво находится в 3 верстах от Старо-Калужского шоссе; на селе церковь Михаила Архангела; место бойкое и оживлённое».

## Происхождение названия
Название «Тропарёво» происходит от прозвища жившего в XIV веке владельца села, боярина Ивана Михайловича Тропаря, упомянутого в Троицкой летописи. Само слово «тропарь» означает молитву или песнопение в храме.

## История
Первое упоминание о селе датируется 21 сентября 1393 года, когда был похоронен владелец села — боярин Иван Михайлович Тропарь, который по предположению историка К. А. Аверьянова являлся греком.
В XV веке селом уже владеет купец Фома Саларев, предположительно купивший эти земли. В конце XV века Фома вместе с другими представителями Саларевых переезжает в Новгород, а земли перестают быть их владениями и начиная с 1524 года переходят в состав вотчин Новодевичьего монастыря. Тогда в Тропарёве был основан монастырский двор, управлявший всеми территориями поблизости, включая и само село. Во время польско-литовского нашествия 1611—1612 годов был сожжён деревянный храм Чуда архистратига Михаила, существовавший в селе с древнейших времён по мнению историка И. Е. Забелина. Согласно писцовой книги от 1627 года, в селе имелось на тот момент семь крестьянских дворов с 12 крестьянами и 2 двора бобыльских с 2 бобылями. К 1646 году храм архистратига Михаила был восстановлен, а уже в 1693 году в селе на средства монастыря вместо деревянного был сооружён пятиглавый каменный храм в стиле нарышкинского барокко. В XVIII веке в результате секуляризации церковных земель село переходит от монастыря в ведение Коллегии экономии. В 1812 году во время отступления из Москвы французских войск церкви был нанесён значительный ущерб. В конце XIX века в Тропарёве было 60 дворов, земское училище и трактир.
В 1921 году около Тропарёва возникает толстовская коммуна «Жизнь и труд». По переписи, в 1926 году в селе было 140 дворов, в которых проживало 117 мужчин и 125 женщин.
«Народ в Тропарёве и Богородском был привержен церкви. Строго соблюдали все церковные праздники, гуляли по два, по три дня… Чайная была в селе своего рода клубом, сидя за чайником дешёвого чая, мужики беседовали о своих делах, о базаре и т. д.»
В 1929 году в селе образован колхоз имени К. Е. Ворошилова, толстовская коммуна ликвидирована, а в 1939 году прекращено богослужение в церкви Михаила Архангела, а сама церковь разорена. В 1938 году в связи со строительством аэропорта Внуково около Тропарёва прошло шоссе в аэропорт (позднее Киевское). В 1941 году вблизи Тропарёва была создана одна из линий обороны на ближних подступах к Москве, но немцы сюда не дошли. Около Ленинского проспекта сохранился бетонный дот. В 1946 году по Киевскому шоссе мимо села стал курсировать автобус № 11 из Внукова до центра Москвы.
К моменту включения в состав Москвы в 1960 году Тропарёво было большим селом с несколькими улицами, на главной из которых — Московской (с 1966 года — Рузская) было более сотни домов. В селе были школа и магазин. Вокруг села располагались многочисленные огороды и фруктовые сады. Жители держали коров, коз, свиней и домашнюю птицу. С начала 1970-х годов при строительстве жилого района село Тропарёво постепенно сносят, последние сельские дома сломаны в 1981 году. При сносе села в 1980 году ликвидировали кладбище у церкви, а также памятник жителям села, погибшим во время Великой Отечественной войны, стоящий на главной улице (восстановлен в 1990 году на территории церкви). Сейчас на месте села находятся территории Академии Генштаба, Педагогического университета, жилых комплексов «Корона» и «Корона-Эйр».

## Улицы села Тропарёво
- Запрудная улица: от слова «запруда». Шла вдоль реки от запруды на пересечении Рузской улицы и Очаковки « в бывшем подмосковном селе Тропарёве»[7]
- улица Зашохма: «укоренившееся местное название в бывшем подмосковном селе Тропарёве. Возможно, что название происходит от слова „жохма“ — горелый лес, „за жохмой“, искажённо „за шохмой“, — то есть за горелым лесом»[8]
- Киевская улица (Тропарёво) — «упразднена»[9]
- Наро-Фоминская улица (до 1966 г. — Школьная): «наименована в честь подмосковного города Наро-Фоминска в связи с расположением в юго-западной части Москвы, в районе Рузской улицы (Тропарёво)»[10]. Название перенесено на новую улицу в Солнцеве.
- Рузская улица (до 1966 г. — Московская): «названа по городу Рузе Московской области… Расположена в юго-западной части Москвы (Тропарёво)»[11]

## Тропарёво в искусстве
- В романе Людмилы Улицкой «Казус Кукоцкого» упоминаются тропарёвские толстовцы 1920-х—1930-х годов (родители Елены Кукоцкой) и описывается их быт[12].
- Церковь Архангела Михаила в Тропарёве показана в нескольких эпизодах фильма «Ирония судьбы, или С лёгким паром!» (1975), а также появляется в кадрах снятого пятью годами ранее итальянского фильма «Подсолнухи» (1970).
- В 2023 году издательство Это моя земля выпустила киберпутеводитель о легендах района Тропарёво по словам местных жителей. Легенды о Тропарёво создали лицеисты РАНХиГС под девизом «Такое могло произойти только здесь». Курс «Сторителлинг» прошёл в 2023 году в рамках академблока лицея и завершился литературным конкурсом. Работы победителей конкурса вошли в этот сборник.

Анастасия Амбросенкова [и д. р.]. Тропарёво. Это моя земля. — [б. м.]: Издательские решения (по лицензии Ridero), 2023. — 126 с. — ISBN 978-5-0060-5235-2.